# Roger Pratt (Architekt)

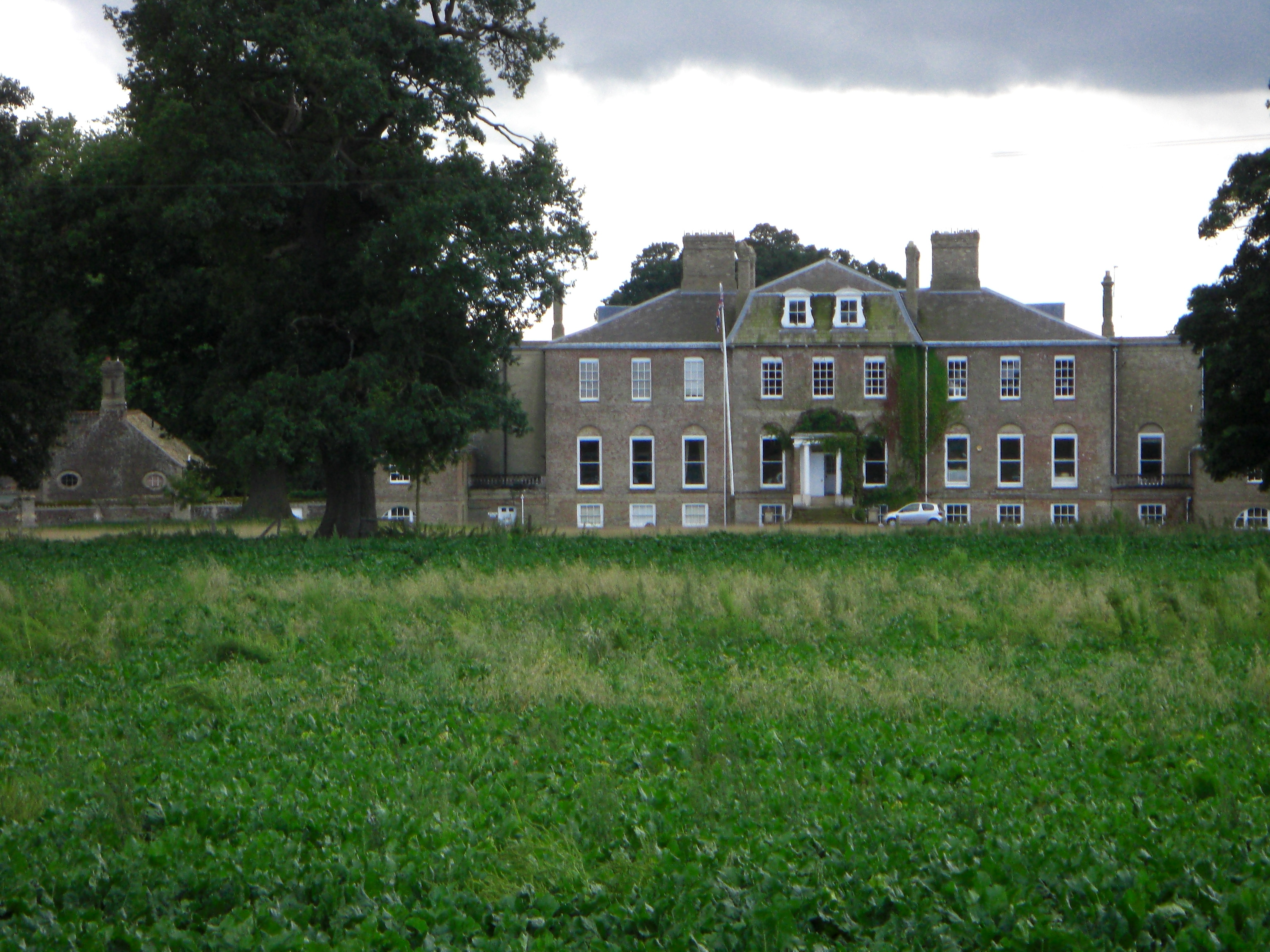
Ryston Hall, der Landsitz von Roger Pratt

Sir Roger Pratt (* 1620; † 20. Februar 1684) war ein englischer Architekt des Palladianismus. 
Pratt entstammte der Gentry aus Norfolk. Auf ausgedehnten Reisen und während eines Aufenthalts in Rom lernte er die damalige europäische Architektur kennen und arbeitete nach der Restauration als Kavaliersarchitekt. Er gilt als einer der Wegbereiter des Palladianismus in England, auch wenn von ihm nur wenige Bauten bekannt sind, die nicht oder nur stark verändert erhalten geblieben sind. 
1666 wurde er von Karl II. zu einem der drei königlichen Kommissare ernannt, die Vorschriften für den Wiederaufbau Londons nach dem Großen Brand erstellen sollten. 1668 wurde er als erster englischer Architekt als Knight Bachelor in den Adelsstand erhoben und zog sich auf seinen Familiensitz Ryston Hall zurück.

## Werke

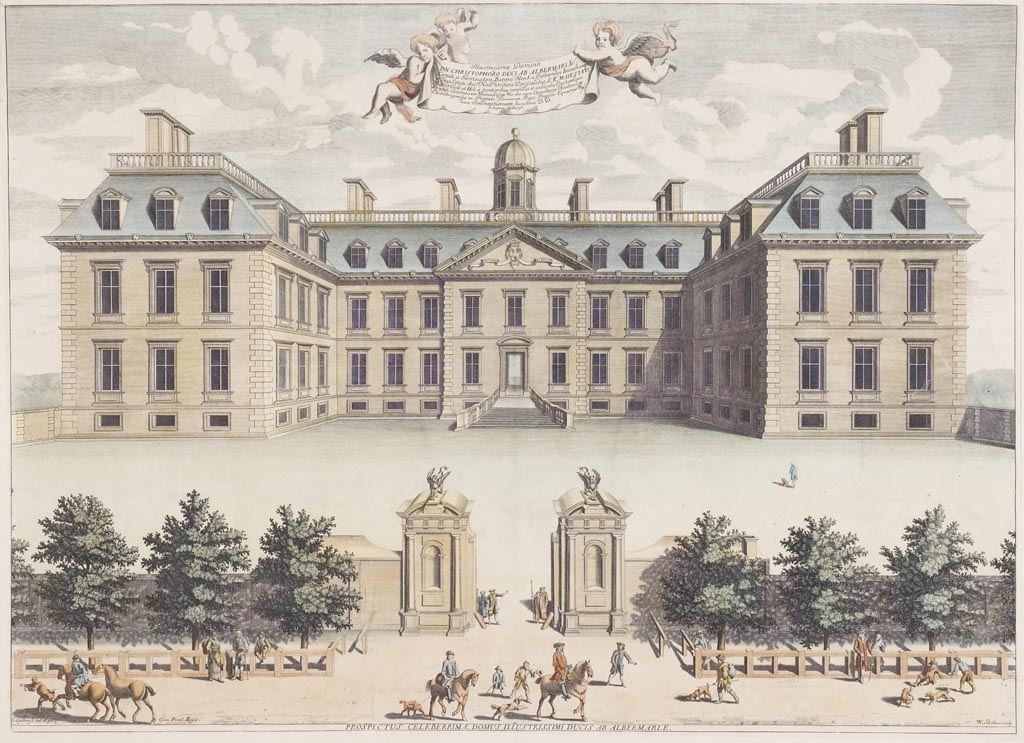
Clarendon House, ca. 1680, Stich von William Skillman nach einem Gemälde von Johannes Spilberg

- Clarendon House (Piccadilly, London), 1664 für den Earl of Clarendon erbaut, bereits um 1680 abgerissen
- Coleshill House, erbaut von 1650 bis 1652, 1952 durch einen Brand zerstört und abgerissen
- Kingston Hall, Dorset, erbaut 1663 bis 1665, im 19. Jahrhundert umgebaut
- Horseheath Hall, Cambridgeshire, 1663–1665, 1792 abgerissen
- Ryston Hall, Norfolk, 1669–1672, 1786–1788 von John Soane umgebaut